# جون غرينواي
جون غرينواي (بالإنجليزية: John Greenway) هو مغني أمريكي، ولد في 15 ديسمبر 1919، وتوفي في 15 أكتوبر 1991.

## وصلات خارجية
- جون غرينواي على موقع ديسكوغز (الإنجليزية)